# Серебрянников, Сергей Владимирович
Серебрянников Сергей Владимирович — профессор, ректор МЭИ (ТУ) (2005—2013).

## Биография
Серебрянников Сергей Владимирович родился 27 мая 1952 года в поселке Монино Ногинского района Московской области. Отец — военнослужащий.
В 1955 году семья выехала в ГДР, где служил отец. Учёба в школе проходила в ГДР, поселке Монино, Ленинграде и Киеве. В 1969 году поступил на 1-й курс электроэнергетического факультета Киевского политехнического института, на следующий год перевелся на 2-й курс Московского энергетического института на электромеханический факультет по специальности электроизоляционная и кабельная техника. Окончил МЭИ в 1975 году.
Учился в аспирантуре с 1975 года, работал на кафедре электротехнических материалов и кабелей МЭИ в должности инженера.
Избирался секретарем комитета ВЛКСМ МЭИ (1978 год), членом Московского городского комитета ВЛКСМ, членом бюро Калининского РК ВЛКСМ г. Москвы.
В 1987 году защитил кандидатскую диссертацию.
В 1988—1990 гг. был освобождённым секретарем партийного комитета МЭИ, членом Калининского РК КПСС г. Москвы. В 1990 году был избран делегатом XXVIII съезда КПСС и участвовал в его работе.
С 1990 года по декабрь 1993 года работал доцентом кафедры, заместителем заведующего кафедрой по учебной работе и на полставки заместителя проректора по научной работе МЭИ. С 1 января 1994 года — заместитель проректора МЭИ по научной работе, а с 20 апреля 2004 года — первый проректор-проректор по научной работе МЭИ(ТУ).
В 2004 году защитил диссертацию на соискание учёной степени доктора технических наук.
С июня 2004 года одновременно является заведующим кафедрой физики и технологии электротехнических материалов и компонентов и автоматизации электротехнологических комплексов МЭИ(ТУ).
В 2005 году избран ректором МЭИ.
13 марта 2013 года освобожден от должности ректора МЭИ.
Автор более 100 научных и учебно-методических работ.
Серебряников С. В. — заместитель главного редактора «Вестника МЭИ», член Межведомственного совета по премиям Правительства РФ в области образования. Действительный член и член Президиума Академии электротехнических наук РФ, является академиком Международной академии электротехнических наук, членом Совета директоров ОАО «Холдинг МРСК» и членом Комитета по инвестициям Совета директоров ОАО «ФСК ЕЭС».

## Награды
- Лауреат премии Правительства РФ в области образования (2008)
- Медали «За трудовую доблесть», «850 лет Москвы»
- Почётный работник высшего профессионального образования России
- Заслуженный работник Единой энергетической системы России